# Juan Pascual Chimento
Juan Pascual Chimento (Florencio Varela, 26 de junio de 1887 - Temperley, 20 de diciembre de 1946) fue un religioso católico argentino, arzobispo de La Plata entre 1938 y 1946.

## Biografía
Cursó estudios en el Seminario Concilar ubicado en Villa Devoto, en Buenos Aires. Se trasladó a Roma, donde se doctoró en filosofía y teología en 1911. Ese mismo año se ordenó presbítero en la Basílica de San Juan de Letrán.
De regreso a la Argentina, fue teniente cura en Avellaneda, cura párroco en Temperley y Lomas de Zamora; fue también miembro del Consejo Asesor de la Arquidiócesis de La Plata. Representó a su diócesis en el Congreso Eucarístico de Roma en 1922. Entre 1928 y 1934 fue obispo auxiliar de La Plata.
En el año 1934 fue nombrado primer obispo de la Diócesis de Mercedes. En esta sede organizó el Segundo Congreso Eucarístico Nacional en la ciudad de Luján. Poco después representó a la Argentina en el Congreso Eucarístico de Budapest.
Tras el fallecimiento de monseñor Francisco Alberti, fue nombrado Arzobispo de La Plata, asumiendo el cargo el 9 de diciembre de 1938. Durante su mandato erigió varios colegios católicos y templos parroquiales. También edificó un Seminario Menor y el Hogar Sacerdotal, una residencia para clérigos retirados, además de erigir 14 parroquias durante su gestión.
Falleció en la localidad de Temperley en diciembre de 1946. Una calle del partido de Lomas de Zamora lleva su nombre.